# Liste der Kulturgüter in Personico
Die Liste der Kulturgüter in Personico enthält alle Objekte in der Gemeinde Personico im Kanton Tessin, die gemäss der Haager Konvention zum Schutz von Kulturgut bei bewaffneten Konflikten, dem Bundesgesetz vom 20. Juni 2014 über den Schutz der Kulturgüter bei bewaffneten Konflikten sowie der Verordnung vom 29. Oktober 2014 über den Schutz der Kulturgüter bei bewaffneten Konflikten unter Schutz stehen.
Objekte der Kategorien A und B sind vollständig in der Liste enthalten, Objekte der Kategorie C fehlen zurzeit (Stand: 1. Januar 2023).

## Kulturgüter
| Foto |                                                                       | Objekt                                                                              | Kat. | Typ | Standort                             | Beschreibung |
| ---- | --------------------------------------------------------------------- | ----------------------------------------------------------------------------------- | ---- | --- | ------------------------------------ | ------------ |
| ja   | Datei hochladen · Wikidata zu Biaschina-Kraftwerkssteuerung (Q547282) | Biaschina-Kraftwerkssteuerung / Centrale elettrica comandi Biaschina KGS-Nr.: 10295 | A    | G   | Via al Fiume 878a.99 714675 / 135930 |              |
| BW   | Datei hochladen · Wikidata zu Trotte (Q29884651)                      | Trotte / Torchio KGS-Nr.: 12004                                                     | B    | G   | Via al Torchio 11 713803 / 136451    |              |